# Meinhard von Schönebeck
Meinhard von Schönebeck (* um 1570; † nach 1611) war ein kurbrandenburgischer General.
Schönebeck stand im Rang eines Obristen mit den kurbrandenburgischen Truppen am Niederrhein und nahm an der Belagerung und Einnahme von Jülich teil. Am 22. Februar 1611 avancierte er in Anerkennung seiner Verdienste vor Jülich zum kurbrandenburgischen General über die Artillerie bei 1200 Gulden jährlichem Gehalt. Hiernach sind keine Nennungen seiner Person dokumentiert.